# Lijst van rijksmonumenten in Katwijk aan den Rijn
De woonkern Katwijk aan den Rijn telt 24 inschrijvingen in het rijksmonumentenregister. Hieronder een overzicht.
| Object | Oorspronkelijke functie?  | Bouwjaar                       | Architect                   | Locatie             | Coördinaten?                  | Nr.?   | Afbeelding                         |
| --- | ------------------------- | ------------------------------ | --------------------------- | ------------------- | ----------------------------- | ------ | ---------------------------------- |
| Voormalige dorpsschool | Onderwijs en wetenschap   | 1805                           |                             | Kerklaan 8          | 52° 11' 46" NB, 4° 25' 25" OL | 23516  | Meer afbeeldingen                  |
| Dorpskerk | Kerk en kerkonderdeel     | ca. 1300 / ca. 1500 / 15e eeuw |                             | Kerklaan 12         | 52° 11' 46" NB, 4° 25' 26" OL | 23517  | Meer afbeeldingen                  |
| Begraafplaats achter de dorpskerk | Begraafplaats en -onderdl | 1758                           |                             | Kerklaan bij 12     | 52° 11' 47" NB, 4° 25' 27" OL | 23518  | Begraafplaats achter de dorpskerk  |
| Lage woning met rechte kroonlijst | Woonhuis                  | 18e eeuw                       |                             | Kerkstraat 31       | 52° 11' 44" NB, 4° 25' 23" OL | 23519  | Meer afbeeldingen                  |
| Lage woning met rechte kroonlijst | Woonhuis                  | 18e eeuw                       |                             | Kerkstraat 33       | 52° 11' 44" NB, 4° 25' 23" OL | 23520  | Meer afbeeldingen                  |
| Lage woning met rechte kroonlijst | Woonhuis                  | 18e eeuw                       |                             | Kerkstraat 35       | 52° 11' 44" NB, 4° 25' 23" OL | 23521  | Meer afbeeldingen                  |
| Koningshof, de voormalige hofstede van Carolus Boers | Sociale zorg, liefdadigh. | 1805                           |                             | Kerkstraat 47       | 52° 11' 48" NB, 4° 25' 22" OL | 23522  | Meer afbeeldingen                  |
| Laag huis met topgevel, 1600 | Woonhuis                  | 17e eeuw                       |                             | Kerkstraat 30       | 52° 11' 44" NB, 4° 25' 23" OL | 23523  | Meer afbeeldingen                  |
| "Hof van Katwijk" / "Het Sand" / "De Wilbert" | Kasteel, buitenplaats     | 18e eeuw                       |                             | Overrijn 7          | 52° 11' 34" NB, 4° 25' 30" OL | 23524  | Meer afbeeldingen                  |
| Pand met halsgevel | Woonhuis                  | 18e eeuw                       |                             | Rijnstraat 75       | 52° 11' 41" NB, 4° 25' 32" OL | 23525  | Meer afbeeldingen                  |
| Laag huis met lijstgevel | Woonhuis                  | 18e eeuw                       |                             | Rijnstraat 77       | 52° 11' 41" NB, 4° 25' 32" OL | 23526  | Meer afbeeldingen                  |
| Joodse begraafplaats met metaarhuis | Begraafplaats en -onderdl | tweede kwart 19e eeuw          |                             | Rijnstraat 151      | 52° 11' 53" NB, 4° 25' 18" OL | 23527  | Meer afbeeldingen                  |
| Statig herenhuis | Woonhuis                  | 1750                           |                             | Rijnstraat 42       | 52° 11' 36" NB, 4° 25' 26" OL | 23528  | Meer afbeeldingen                  |
| Herenhuis met statige Louis seize gevel | Woonhuis                  |                                |                             | Rijnstraat 44       | 52° 11' 36" NB, 4° 25' 26" OL | 23529  | Meer afbeeldingen                  |
| Huis met lijstgevel | Woonhuis                  | 19e eeuw                       |                             | Rijnstraat 50       | 52° 11' 37" NB, 4° 25' 26" OL | 23530  | Meer afbeeldingen                  |
| Pand met gepleisterde lage gevel | Woonhuis                  |                                |                             | Rijnstraat 88 en 90 | 52° 11' 42" NB, 4° 25' 31" OL | 23531  | Meer afbeeldingen                  |
| Laag huis met topgevel | Opslag                    | 18e eeuw                       |                             | Sandtlaan 1         | 52° 11' 27" NB, 4° 25' 43" OL | 23532  | Laag huis met topgevel             |
| Korenmolen De Geregtigheid | Industrie- en poldermolen | 1740                           |                             | Valkenburgseweg 7   | 52° 11' 25" NB, 4° 25' 25" OL | 23533  | Meer afbeeldingen                  |
| Ons Genoegen | Boerderij                 | 18e eeuw                       |                             | Wassenaarseweg 85   | 52° 10' 21" NB, 4° 24' 3" OL  | 23534  | Meer afbeeldingen                  |
| Watertoren | Nutsbedrijf               | 1877-1878                      | J.W. Schaap                 | Cantineweg 19a      | 52° 11' 16" NB, 4° 24' 40" OL | 508787 | Meer afbeeldingen                  |
| Gemeentehuis | Bestuursgebouw en onderdl | 1932                           | B. Hooykaas en M. Lockhorst | Zeeweg 127          | 52° 11' 58" NB, 4° 24' 50" OL | 509335 | Meer afbeeldingen                  |
| Waarnemingspost | Waarnemingspost           | Tweede Wereldoorlog            |                             | Katwijkseduinen     | 52° 11' 31" NB, 4° 23' 60" OL | 509336 | Meer afbeeldingen                  |
| Notabelenwoning (Villa Cleijn Duin, heropend, 1 juli 2010) | Woonhuis                  | 1922                           | H.J.Jesse                   | Zeeweg 144          | 52° 11' 54" NB, 4° 25' 11" OL | 509339 | Meer afbeeldingen                  |
| Voormalig gemeentehuis en apotheek | Bestuursgebouw en onderdl | 1877                           |                             | Rijnstraat 38       | 52° 11' 35" NB, 4° 25' 26" OL | 509341 | Voormalig gemeentehuis en apotheek |
| TELEFOONBUNKER type 616 en een KLEINE BUNKER VOOR TELEFONIE ten zuiden van Katwijk (onderdeel F40 Katwijk, stelling F in het systeem Bureau Registratie Verdedigingswerken, Tekening 407  | Bomvrij militair object   | 1942                           |                             | Wassenaarseweg 138  | 52° 10' 51" NB, 4° 24' 27" OL | 531148 | Upload foto                        |
| Lichte LUCHTAFWEERSTELLING of FLAK-STELLING ten zuiden van Katwijk (Bureau Registratie Verdedigingswerken Katwijk, stelling F, tekening 557), door de Duitse bezetter gebouwd en te dater | Bomvrij militair object   | 1941-1942                      |                             | Wassenaarseweg 150  | 52° 10' 46" NB, 4° 24' 10" OL | 531149 | Upload foto                        |